# Cavari (Bolivien)
Cavari ist ein Bergdorf im Departamento La Paz im südamerikanischen Andenstaat Bolivien.

## Lage im Nahraum
Cavari liegt in der Provinz Inquisivi und ist zentraler Ort im Cantón Cavari im Municipio Inquisivi und liegt auf einer Höhe von 3140 m auf einem Bergrücken westlich des Río Ayopaya, der flussabwärts in den Río Sacambaya übergeht.

## Geographie
Cavari liegt an den östlichen Hängen der Kordillere Quimsa Cruz, zwischen dem bolivianischen Altiplano im Westen und dem Amazonas-Tiefland im Osten. Die Region weist ein ausgeprägtes Tageszeitenklima auf, bei dem die täglichen Temperaturschwankungen stärker ausfallen als die jahreszeitlichen Schwankungen.
Die mittlere Durchschnittstemperatur der Region liegt bei 10,5 °C (siehe Klimadiagramm Quime), die Monatsdurchschnittstemperaturen schwanken zwischen 7 °C im Juni/Juli und knapp 13 °C im November/Dezember. Der Jahresniederschlag beträgt knapp 600 mm, von Mai bis August herrscht eine Trockenzeit mit Monatsniederschlägen unter 15 mm, in den Monaten Januar und Februar fallen im langjährigen Mittel zwischen 120 und 130 mm Regen.

## Verkehrsnetz
Cavari liegt in einer Entfernung von 238 Straßenkilometern südöstlich von La Paz, der Hauptstadt des Departamentos.
An La Paz vorbei führt die asphaltierte Nationalstraße Ruta 1, die vom Titicacasee aus in südöstlicher Richtung über Caracollo und die Departamento-Hauptstädte Oruro, Potosí und Tarija bis nach Bermejo an der argentinischen Grenze führt. Von Caracollo aus führt die unbefestigte Nationalstraße Ruta 44 über 42 Kilometer in nordöstlicher Richtung nach Colquiri.
Von Colquiri aus führt eine unbefestigte Straße zuerst zehn Kilometer in nordwestlicher Richtung, zweigt dann für dreißig Kilometer nach Nordosten ab, schwenkt danach für weitere fünfzehn Kilometer in nördlicher Richtung und erreicht Cavari nach weiteren fünfzehn Kilometern in nordwestlicher Richtung.

## Bevölkerung
Die Einwohnerzahl des Ortes ist in dem Jahrzehnt zwischen den beiden letzten Volkszählungen auf mehr als das Dreifache angestiegen:
| Jahr | Einwohner         | Quelle       |
| ---- | ----------------- | ------------ |
| 1992 | keine Detaildaten | Volkszählung |
| 2001 | 061               | Volkszählung |
| 2012 | 206               | Volkszählung |
| 2024 |                   | Volkszählung |